# Okop, Iambol
Okop (în bulgară Окоп) este un sat în comuna Tundja, regiunea Iambol,  Bulgaria. 

## Demografie
Componența etnică a satului Okop
     Bulgari (87,62%)
     Turci (2,5%)
     Romi (8,98%)
     Nicio identificare (0,88%)
La recensământul din 2011, populația satului Okop era de 679 locuitori. Din punct de vedere etnic, majoritatea locuitorilor (87,62%) erau bulgari, existând și minorități de romi (8,98%) și turci (2,5%). Pentru 0,88% din locuitori nu este cunoscută apartenența etnică.